# فرودگاه جورهت
فرودگاه جورهت (به انگلیسی: Jorhat Airport) (به زبان بومی: Rowriah Airport) یک فرودگاه نظامی و همگانی با کد یاتا JRH است که یک باند فرود بتن دارد و طول باند آن ۲۷۴۳ متر است. این فرودگاه در شهر جورهت کشور هند قرار دارد و در ارتفاع ۹۵ متری از سطح دریا واقع شده‌است.

## شرکت‌های هواپیمایی و مقصدهای پروازی
| شرکت‌های هواپیمایی | مقصدهای پروازی       |
| ----------------- | -------------------- |
| Zoom Air          | نتاجی سبهاش چندر بوس |